# بیماری رفسام
بیماری رفسام (به انگلیسی: Refsum disease) نوعی بیماری با منشأ نقایص پراکسی زومی است.

## علائم بالینی

### زمان تولد، دوران نوزادی وشیرخوارگی
طبیعی.

### دوره کودکی، نوجوانی یا بزرگسالی
تظاهرات بالینی در هر یک از این دوره‌ها
می‌تواند شروع شود. علائم بالینی شامل آسیب اعصاب محیطی متعدد، رتینیت پیگمنتوزا، عدم تعادل مخچه‌ای، کری، عدم بویایی، ایکتیوز و علائم قلبی و اسکلتی است، اما هوش بیمار طبیعی می‌باشد.

## نقص آنزیم
نقص در آنزیم فیتانوئیل کوآ هیدروکسیلاز.

## توارث ژنتیکی
اتوزومی مغلوب

## میزان بروز
نادر.

## روش تشخیص
- اسیدهای آلی ادرار: اسید فیتانیک بالا و اسید پریستانیک پائین.
- مایع مغزی نخاعی: پروتئین بالا.

## درمان
رژیم با محدودیت مصرف اسید فیتانیک.

## آزمون تشخیص قبل از تولد
بررسی فعالیت آنزیم در آمنیوسیتها و بررسی وجود مواد غیر طبیعی در مایع آمنیوتیک یا مایع پرزهای کوریونی.